# Ōtaki (Nagano)
Ōtaki (王滝村 Ōtaki-mura?) es una villa en la prefectura de Nagano, Japón, localizada en la parte central de la isla de Honshū, en la región de Chūbu. El 1 de marzo de 2021 tenía una población estimada de 728 habitantes y una densidad de población de 2 personas por km².

## Geografía
Ōtaki se encuentra en las montañas Kiso, en el suroeste de la prefectura de Nagano, limitando al oeste con la prefectura de Gifu. El monte Ontake (3067 metros) está en la frontera norte de la villa.

## Historia
El área de la actual Ōtaki era parte de la antigua provincia de Shinano, y el nombre de Ōtaki aparece en un registro de 1504 como parte de la región de Chikuma en Shinano. La villa actual de Ōtaki fue incorporada el 1 de abril de 1889.

## Demografía
Demográficamente, la estructura de la población de Ōtaki es similar a la que se encuentra en las zonas rurales de todo Japón, un aumento de la población de adultos mayores junto con una disminución de la población general. Según los datos del censo japonés, la población de Ōtaki ha disminuido rápidamente en los últimos 50 años.
| Gráfica de evolución demográfica de Ōtaki entre 1940 y 2015 |
|                                                             |
| Oficina de Estadísticas de Japón                            |